# Кортес, Раул
Раул Кортес (порт. Raul Cortez; 28 августа 1932 — 18 июля 2006) — бразильский актёр.

## Биография
Будучи адвокатом, он в 22 года решил поменять суд на сцену. В 1955 году впервые снялся в кино. Раул Кортес принимал участие в 66 театральных постановках, 20 сериалах, 6 мини-сериалах, 28 фильмах. Раул Кортес был первым бразильским актёром, вышедшим на сцену театра в спектакле абсолютно обнажённым.
Всемирную известность ему принесло телевидение. Благодаря роли нечестного чиновника Виржилио Ассунсона в телесериале Секрет тропиканки, а также трём различным (но при этом схожим) ролям итальянцев в сериалах Бенедиту Руи Барбозы
(«Роковое наследство», «Земля любви», «Земля любви, земля надежды») он стал известен и в России. Был известен своими аристократичными манерами и безупречным стилем в одежде.
В 1970-х годах дал повод для пересудов, заявив в интервью, что все люди бисексуальны, также утверждал, что оставался девственником до 23 лет.
У Раула две дочери от разных браков: Лижия Кортес (тоже актриса) — от брака с актрисой Селией Эленой и Мария от брака с Таней Калдас.
Раул Кортес скончался 18 июля 2006 года в больнице Сан-Паулу после осложнений, вызванных раком поджелудочной железы.

## Фильмография
Телевидение
- (2006) — Жуселину Кубичек — Антониу Карлус Рибейру ди Андрада
- (2004) — Хозяйка судьбы — Педру Коррейа де Андраде и Коуту
- (2002) — «Земля любви, земля надежды» — Женаро Транкуили
- (2001) — Дети Евы — Артур Брандау
- (1999) — Земля любви — Франческо Мальяно
- (1996) — Роковое наследство — Жеремиас Бердинацци
- (1993) — Секрет тропиканки — Виржилиу Асунсон
- 1992 — Невесты Копакабаны — Жозе Карлос Монтесе (мини-сериал)
- 1991 — Улыбка ящерицы — Анжело Маркус
- 1991 — Нож — Лима Прадо
- 1990 — Королева металлолома — Жонас
- 1983 — Вкус мёда — Альберто
- 1981 — Танцуй со мной — Жоакин Гама
- 1980 — Живая Вода — Мигель Фрагонард

## Премии
Источник: IMDb.
- 1968 — премия «Канданго» (лучший актёр второго плана) — фильм «Капиту»
- 1997 — премия «APCA trophy» (лучший телеактёр) — телесериал «Роковое наследство»
- 1997 — премия «Контиго» (лучший телеактёр) — телесериал «Роковое наследство»
- 2003 — премия «Контиго» (лучший телеактёр) — телесериал «Земля любви, земля надежды»
- 2005 — премия «Контиго» (лучший телеактёр второго плана) — телесериал «Хозяйка судьбы»